# Jean-Baptiste Barrez
Œuvres principales
Téniers au village (1817)
Jean-Baptiste Barrez (né à Paris le 28 novembre 1792 et mort à Paris 9e le 27 novembre 1868) est un danseur et maître de ballet français.
Fils de Jean-Baptiste Barrez, chirurgien, et de Julie Jolivet, il est premier danseur au Grand Théâtre de Bordeaux de 1817 à 1821, où il se marie avec Jeanne-Marie Blache, fille du chorégraphe Jean-Baptiste Blache, le 28 juillet 1819. Le jeune couple aura dans cette ville un enfant, Jean-Baptiste Hippolyte Barrez, né le 22 avril 1820, qui deviendra lui aussi danseur et professeur de danse.
Jean-Baptiste Barrez débute à l'Opéra de Paris en 1821 et il y restera jusqu'en 1843. Il tient notamment l'un des premiers rôles dans les ballets de Jean Coralli et de Joseph Mazilier :
- Le Diable boiteux (1836)
- La Tarentule (1839)
- Le Diable amoureux (1840)
- La Péri (1843)

Au printemps de 1844, il est appelé à Madrid, où il travaille comme maître de ballet du Teatro del Circo et partage la scène avec Marie Guy-Stéphan, Clara Galby, Clotilde Laborderie, Ernest Gontié, Marius Petipa, etc.
En 1847, il est engagé comme maître de ballet au théâtre de la Monnaie de Bruxelles, fonction qu'il n'occupera qu'une seule saison pour s'établir à Londres l'année suivante.

## Quelques compositions
- 1817 : Téniers au village, ballet en 2 actes (Bordeaux)
- 1847 : Terpsichore sur terre, ballet fantastique (Bruxelles)
- 1853 : Souvenir du Hâvre, polka-mazurka pour piano (Paris)
- 1865 : Arcachon, quadrille-polka pour piano, nouvelle danse de salon (Paris)